# セント・ルーシー教区

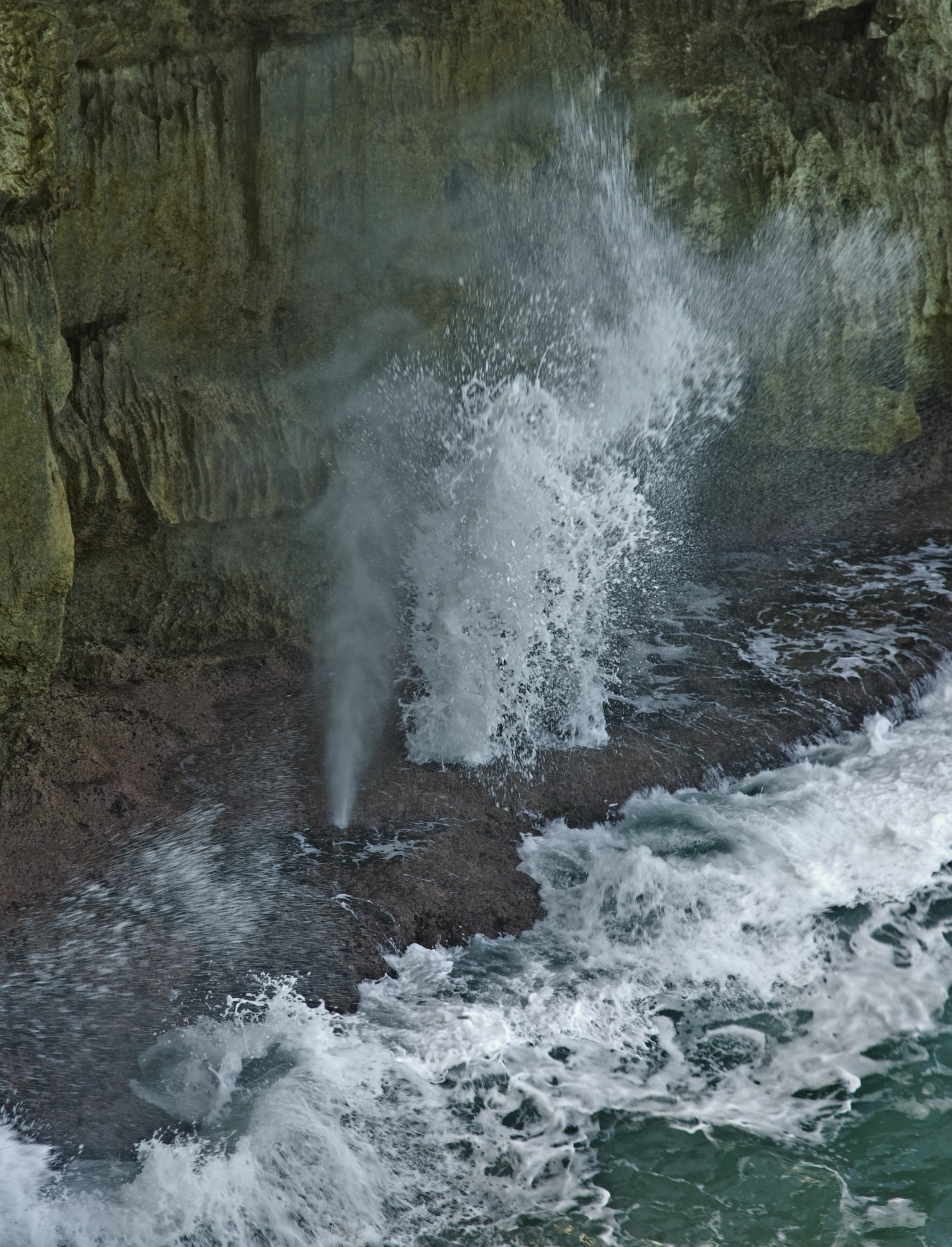
海岸の潮吹き穴

セント・ルーシー教区（Parish of Saint Lucy）はバルバドスの行政教区。島の北端に位置し、カリブ海と北大西洋に面している。最大都市はチェッカー・ホール。人口は9,758人（2010年国勢調査）。
1629年に設置された最初の6教区のひとつ。かつてはヴェストリー制により地方政府として機能していたが、1958年に新設された地区へ統合されて以降は行政機能は持っていない。2009年選挙区評議会法によると1つの選挙区評議会が設置されている。教区名は聖ルーシー（ルチア）に由来し、国内に11ある行政教区で唯一女性の守護聖人を冠している。
国内最北端のノース・ポイントと最西端のハリソンズ・ポイントを擁する。首都ブリッジタウンやグラントレー・アダムス国際空港から最も距離があるため、人口はそれほど多くはない。同国初代首相のエロール・バロウの出身地として知られる。

## 主要都市
- チェッカー・ホール（英語版）（Checker Hall）
- クラブ・ヒル（Crab Hill） - 発砲事件や強盗、麻薬に係る事件が多発していることから、日本外務省は日中でも立ち寄らないよう注意喚起をしている[5]